# Arnau Descolomer
Arnau Descolomer was sedert 1377 priester van het kapittel van de kathedraal van Girona en werd op 4 juli 1384 door de Corts Catalanes in Fraga verkozen tot tiende president van de Generalitat in Catalonië. De andere vertegenwoordigers waren ridder Willem van Argentona voorn de militaire stand en Pieter Terré voor de koning en Jacob Nicolau als administratief secretaris. In 1385 werd hij proost van Castelló d'Empúries en van 1386 tot 1408 vicaris generaal van de bisschop van Girona Berenguer van Anglesola. Door de vele afwezigheden van Berenguer, toen die 1397 tot kardinaal bevorderd werd, had Arnau de feitelijke leiding.
Hij was lid van de groep der zogenaamde “vromen” die erg veel invloed had aan het hof paus Benedict XIII in Avignon. Een groep die hoge morele eisen stelde en veel belang aan onderricht hechtte. Arnau zal daarom een voor die tijd belangrijke collectie boeken verzamelen, die met 44 folianten de basis van de kathedraalbibliotheek van Girona zal vormen. Ongeveer een kwart van die werken zijn tot op heden bewaard gebleven. In 1384 woedde er een lokale pestuitbraak tijdens de burgeroorlog tussen koning Jan I van Aragon en zijn schoonzoon Jan I van Empúries in de Baix Empordà, waartijdens heel wat leden van de Corts overleden, daardoor heeft zijn mandaat langer geduurd dan de gebruikelijke drie jaar. Hij liet ook op zijn kosten de kapel toegewijd aan Onze-Lieve-Vrouw van Smarten (Dolors) in de kloostergang van de Kathedraal van Girona bouwen, waar hij ook begraven werd. Vandaag bevindt zijn grafsteen zich echter in de sacristie.